# Sede (Resende)
Sede ou Resende é um distrito do município de Resende, no Rio de Janeiro . O distrito possui  cerca de 70 000 habitantes e está situado na região central do município .